# Claude Van Marcke
Claude Van Marcke (Kortrijk, 16 juli 1969 – Aalst, 20 september 2017) was een Belgisch Open vld-politicus en bij zijn overlijden burgemeester van de West-Vlaamse gemeente Anzegem.
Van Marcke leidde – sinds 1993 – beroepshalve een advocatenbureau en was verbonden aan de Balie van Kortrijk. Hij trad toe tot de gemeenteraad van Anzegem in 1995 en was er schepen van 2001 tot 2012. Als liberaal kwam hij bij de verkiezingen van 2012 op met de lijst Samen Eén. Nadien vormde hij een coalitie met de kartellijst CD&V-Groen-OK en de N-VA en werd hij burgemeester.
Op regionaal vlak was hij provincieraadslid van de provincie West-Vlaanderen van 1995 tot 2000.
In september 2017 kwam hij plots te overlijden na een routineoperatie bij een behandeling van hartritmestoornissen, wat veel aandacht kreeg in de nationale media.